# Región Metepec
Región 8 Metepec es la octava de las 20 regiones en que se divide el Estado de México.

## Municipios de la región
- Chapultepec
- Metepec
- Mexicaltzingo
- San Mateo Atenco